# Straffa Toebaka
Straffe toebaka is het 69ste stripverhaal van Jommeke. De reeks wordt getekend door striptekenaar Jef Nys.

## Personages
- Jommeke
- Flip
- Filiberke
- Professor Gobelijn
- Pygmeeën
- Staf (papegaai)
- kleine rollen : Theofiel, Marie, Pekkie, bewoners rusthuis Zonnedorp, ...

## Verhaal
Op een morgen merkt Professor Gobelijn dat hij niet meer zo jong is als vroeger en besluit hij een verjongingsdrank te maken. Hij mist echter één ingrediënt, een zeldzaam kruid dat enkel in het hart van Afrika groeit. Het heet straffa toebaka. Samen met Jommeke, Flip en Filiberke trekt hij met de vliegende bol naar Afrika. Straffa toebaka blijkt enkel in het gebied van de pygmeeën te groeien, een primitief volk dat ook door de andere bewoners van de regio gevreesd wordt. Wanneer ze het gebied in de jungle bereiken, vinden ze de pygmeeën in volle paniek. Een kind wordt er bedreigd door een krokodil en de mannen slagen er niet in het kind te redden. Jommeke slaagt er met een list in het dier te verjagen waarna hij door de pygmeeën als een held onthaald wordt. Ze spreken een onverstaanbare taal, die de professor ook niet begrijpt. Flip vindt echter een papegaai, Staf, die zowel de taal van de pygmeeën als Nederlands spreekt. Hij treedt als tolk voor de vrienden op. De vrienden krijgen er een feestmaal, de slurf van een olifant, en daarna leidt het opperhoofd hen naar de straffa toebaka. Samen met de pygmeeën wordt het kruid massaal geplukt en naar de bol gevoerd. Deze werd door een troep apen ingepalmd, maar met de hulp van de pygmeeën, Flip en Staf, de papegaai, slagen de vrienden er in deze te verjagen. De vrienden keren terug naar huis.
Enige tijd later bezoeken de vrienden de professor die ongelooflijk fit blijkt te zijn. Zijn verjongingsmiddel werkt dus. Ook zijn kracht is ongelooflijk toegenomen. De vrienden smokkelen daarna het middel binnen in het rusthuis waar ze de drank in de soep vermengen. De rusthuisbewoners vinden daarop hun kracht terug. Dit leidt tot heel wat hilarische taferelen. Zo besluiten enkele van de Zonnedorpse oudjes naar de internationale atletiekwedstrijden op de Heizel te gaan en nemen er enkele onverwacht deel aan loopwedstrijden en springnummers waarbij ze met gemak de maat van de jonge atleten nemen. De pers vermoedt dat de professor achter de toegenomen kracht van de oudjes zit, wat hij ook bevestigt. Hij verzwijgt wel het geheime ingrediënt. De oudjes vertellen aan de journalisten dat het allemaal 'straffe toebak' is...

## Achtergronden bij het verhaal
- Dit album is een combinatie van een avontuur waarbij de vrienden door onbekend terrein op zoektocht gaan, en een reeks komische verhalen. Beide delen zijn met elkaar verweven maar volgen elkaar op in het eerste en tweede deel van het album.
- De titel van het album en de plant is afgeleid van de Vlaamse uitdrukking 'straffe toebak', dat gebruikt wordt voor iets fantastisch dat het verstand te boven gaat. 'Toebak' is hierbij een verbastering van het woord 'tabak'.
- De vliegende bol wordt in zijn huidige vorm pas voor de derde maal in de reeks gebruikt. Net als in het album Luilekkerland functioneert het als gewoon verplaatsingsmiddel om een verre reis te maken.
- De verjongingsdrank van de professor komt niet meer voor in andere albums.
- De Zoo van Antwerpen komt kort in het album voor. Het is al de tweede maal dat deze bestaande plaats in de reeks voorkomt. De Heizel in Brussel komt voor het eerst voor en is een van de weinige echt bestaande plaatsen in België die in de oudste albums met naam voorkomt. De atletiekwedstrijd doet denken aan de Memorial Van Damme, maar die internationale wedstrijd ging pas twee jaar na dit album voor het eerst door.